# Ада (Вукосавље)
Ада је насељено мјесто у општини Вукосавље, Република Српска, БиХ. На попису становништва 2013. године, живјело је 126 становника.

## Географија
Ада је насеље чији се већи дио налази у Федерацији БиХ, а мањи дио у Републици Српској. Удаљена је 6.500 метара од Вукосавља.

## Становништво
Према прелиминарним резултатима пописа из 2013. године, Ада има 156 становника.